# Asociación Atlética Argentinos Juniors 1931
Questa voce raccoglie le informazioni riguardanti la Asociación Atlética Argentinos Juniors nelle competizioni ufficiali della stagione 1931.

## Maglie e sponsor
| Casa |

## Rosa
| N. |                      | Ruolo | Calciatore         |
| -- | -------------------- | ----- | ------------------ |
|    | Argentina (bandiera) | P     | Luis Pardiés       |
|    | Argentina (bandiera) | D     | Agustín Bonsignore |
|    | Argentina (bandiera) | D     | Pascual Di Paola   |
|    | Argentina (bandiera) | D     | José Giachetti     |
|    | Argentina (bandiera) | D     | Luis Vassini       |
|    | Argentina (bandiera) | C     | Blas Lobianco      |
|    | Argentina (bandiera) | C     | Emilio Méndez      |
|    | Argentina (bandiera) | C     | Horacio Méndez     |
|    | Argentina (bandiera) | C     | Atilio Rizzi       |
|    | Argentina (bandiera) | C     | Enrique Ruffo      |
|    | Argentina (bandiera) | C     | Luis Vaccaro       |

| N. |                      | Ruolo | Calciatore            |
| -- | -------------------- | ----- | --------------------- |
|    | Argentina (bandiera) | C     | Juan Carlos Vichera   |
|    | Argentina (bandiera) | A     | Juan Bongiovanni      |
|    | Argentina (bandiera) | A     | Alfredo Borzani       |
|    | Argentina (bandiera) | A     | Anselmo Bravo         |
|    | Argentina (bandiera) | A     | Esteban Capellini     |
|    | Argentina (bandiera) | A     | José Gatti            |
|    | Argentina (bandiera) | A     | Juan Meraldi          |
|    | Argentina (bandiera) | A     | José Luis Rodríguez I |
|    | Argentina (bandiera) | A     | Pablo Ruffo           |
|    | Argentina (bandiera) | A     | José Saccone          |
|    | Argentina (bandiera) | A     | Armando Tarrio        |

## Statistiche

### Statistiche di squadra
| Competizione | Punti | Totale | Totale | Totale | Totale | Totale | Totale |
| Competizione | Punti | G      | V      | N      | P      | Gf     | Gs     |
| ------------ | ----- | ------ | ------ | ------ | ------ | ------ | ------ |
| Campionato   | 31    | 34     | 12     | 7      | 15     | 49     | 61     |
| Totale       | 31    | 34     | 12     | 7      | 15     | 49     | 61     |